# Зарезин, Максим Игоревич
Максим Игоревич Зарезин (род. 7 апреля 1964 года, Москва, СССР) — российский журналист, писатель, историк.

## Биография
В 1986 году окончил факультет журналистики МГУ им. Ломоносова.
По итогам творческой практики в газете «Магаданская правда» награждён премией журнала «Журналист» (1985 г.).
В годы «перестройки» работал в журнале «Пожарное дело» МВД СССР.
В 1987-88 гг. участвовал в литературном семинаре при Московском отделении Союза писателей СССР.
Работал в «Российской газете» — обозревателем отдела экономики, заместителем редактора отдела, в пресс-службах Банка России, представительства Администрации С.- Петербурга в органах госвласти РФ, отделах по связям с общественностью ряда крупных компаний — «Альфа-групп», «Ренессанс Капитал», страховая группа «Авикос-АФЕС», политической партии «Правое дело».
Член Союза журналистов Москвы.
В 1996 году стал лауреатом премии Союза Журналистов России и Торгово-промышленной палаты РФ «Экономическое возрождение России».
Автор исследований, посвященных различным аспектам истории России XV—XVII веков.
Пьеса «Возьми свой посох и иди» о судьбах Максимилиана Волошина, сестер Марины и Анастасии Цветаевых, Сергея Эфрона. (Опубликована в журнале «Литературный меридиан». № 7-12 2011 г.).
Выпустил сборник рассказов «Место пребывания».
Полуфиналист (шорт-лист) Всероссийского литературного конкурса к 200-летию И.С.Тургенева "Родине поклонитесь" 2018 г.
https://web.archive.org/web/20181004214044/http://turgenev-2018.ru/index.php/8-frontpage/187-short-list
Шорт-лист в номинации "Литература" XXIII Купринского конкурса "Гранатовый браслет" 2022 г. 

## Книги
- «Последние Рюриковичи» — М.: Вече, 2004 — ISBN 5-9533-0327-0
- «В пучине Русской смуты, или Невыученные уроки истории» — М.: Вече, 2007 — ISBN 978-5-9533-2543-1
- «Еретики и заговорщики» — М.: Вече, 2010 — ISBN 978-5-9533-4951-2[2]
- «Место пребывания» — М.: Эдитус, 2012 — ISBN 978-5-905173-48-6[3]
- "Точка схода. Роман-хроника" - М.: Рукопись, 2024 - ISBN 978-5-9216-2475-7

## Публикации
- «Без перестраховки». Российская Газета. 30 Июня 1995 г.,
- «Живые деньги мертвых душ». Российская газета. 16 декабря 1995 г.,
- «Неестественный интерес к естественным монополиям». Российская газета. 6 апреля 1996 г.,
- «Процесс о сорока триллионах». Российская газета. 8 февраля 1997 г.
- «Покушение на миражи». Российская газета. 7 февраля 1998 г.
- «Поддержка реформ с последующим разоблачением». Российская газета. 10 июня 2000 г., http://www.rg.ru/anons/arc_2000/1006/1.shtm
- «Рождавшие революцию». Российская газета. 24 ноября 2000 г., http://www.rg.ru/anons/arc_2000/1124/hit.shtm
- «Умная» молитва: когда рассудок молчит, душа разговаривает". Российская газета. 26 января 2001 г., http://www.rg.ru/anons/arc_2001/0126/4.shtm
- «Следствие окончено. Забудьте?». Столетие. 8 апреля 2015 г., http://www.stoletie.ru/versia/sledstvije_okoncheno_zabudte_938.htm
- "Так кто потерпел катастрофу в 41-м". Столетие. 1 июня 2015 г.,  www.stoletie.ru/ww2/tak_kto_poterpel_katastrofu_v_41-m_429.htm
- «Сколько стоит воздух. Гудвил или Аттракцион неслыханной щедрости»., Столетие. 4 сентября 2015 г., http://www.stoletie.ru/ekonomika/skolko_stoit_vozduh_433.htm
- "Революция без героев". Столетие. 14 февраля 2017 г., http://www.stoletie.ru/territoriya_istorii/revolucija_bez_gerojev_204.htm